# Provinzen von Vanuatu
Der südpazifische Inselstaat Vanuatu ist seit 1994 in sechs Provinzen aufgeteilt.
Deren Namen setzen sich aus den jeweiligen Anfangsbuchstaben der dazugehörigen Inseln zusammen:

## Liste
| Lage | Flagge | Provinz | Inseln                                    | Hauptstadt | Fläche in km² | Einwohner |
| ---- | ------ | ------- | ----------------------------------------- | ---------- | ------------- | --------- |
|      |        | Malampa | Malakula, Ambrym, Paama                   | Lakatoro   | 2.779         | 38.161    |
|      |        | Penama  | Pentecost, Ambae, Maewo                   | Sarotamata | 1.198         | 31.852    |
|      |        | Sanma   | Santo, Malo                               | Luganville | 4.248         | 47.872    |
|      |        | Shefa   | Shepherd-Inseln, Éfaté                    | Port Vila  | 1.455         | 83.663    |
|      |        | Tafea   | Tanna, Aniwa, Futuna, Erromango, Aneityum | Isangel    | 1.628         | 33.301    |
|      |        | Torba   | Torres-Inseln, Banks-Inseln               | Sola       | 0.882         | 08.455    |
|      |        | Vanuatu |                                           | Port Vila  | 12.190        | 243.304   |

(Einwohnerzahlen: Volkszählung 2009)

### Ältere Verwaltungsgliederung
Von 1985 bis 1994 war Vanuatu in elf Inselregionen aufgeteilt:
- Ambae und Maéwo (Hauptstadt Longana)
- Ambrym (Hauptstadt Eas)
- Banks und Torres (Hauptstadt Sola)
- Éfaté (Hauptstadt Port Vila)
- Épi (Hauptstadt Ringdove)
- Malakula (Hauptstadt Lakatoro)
- Paama (Hauptstadt Liro)
- Pentecost (Hauptstadt Loltong)
- Santo und Malo (Hauptstadt Luganville)
- Shepherd (Hauptstadt Morua)
- Taféa (Hauptstadt Isangel)